# 부시크래프트
부시크래프트(bushcraft)는 '덤불'을 뜻하는 부시(bush)와 '기술'을 뜻하는 크래프트(craft)의 합성어로, 미개지에서 살아가는 지혜이다. 미개지에서 살아가는 지혜라는 단순한 의미에서 최소한의 장비로 자연을 훼손하지 않는 범위 내에서 자연물을 최대한 활용해 실외 활동을 즐기는 레저 스포츠를 뜻하는 것으로 의미가 확장되었다.

## 같이 보기
- 생존주의

## 참고 자료
- 조 올리어리 저. 정미현 역. 《야생 생존 매뉴얼》(원제 The Wilderness Survival Guide). 에이도스. 2014년. ISBN 9791185415048